# Colascione
ll colascione o nel napoletano calascione, è uno strumento musicale tra i più utilizzati nella musica napoletana.

## Storia
Si tratta di un cordofono dotato di un numero di corde variabile, una sorta di liuto dotato di un manico estremamente lungo (poteva raggiungere i due metri) e di una cassa armonica simile a quella di un mandolino ma di più piccole dimensioni. Lo strumento era molto diffuso nei secoli che vanno dal XV al XVII ed era utilizzato come basso continuo.